# Puits I (Folschviller)
Le puits I est une ancienne mine des Houillères de Lorraine situé dans la commune française de Folschviller, en Moselle dont la tour d'extraction est inscrite aux monuments historiques.

## Situation
Il se situe sur la commune de Folschviller, à proximité du noyau ancien de celle-ci.

## Histoire
Le fonçage des deux puits par cimentation est entrepris en 1931 pour la compagnie des Mines de Saint-Avold qui assure la mise en exploitation à partir de 1942, afin qu'ils bénéficient d'un meilleur rendement géologique. L'équipement du carreau s'achève en 1948 avec la construction du chevalement-tour du puits 1 édifié par l'entreprise Barbier, Bernard et Turenne de Quiévrechain pour les Houillères du Bassin de Lorraine. En 1979, la mine ferme.

L'ancienne tour d'extraction est inscrite au titre des monuments historiques par arrêté du 22 octobre 1992.

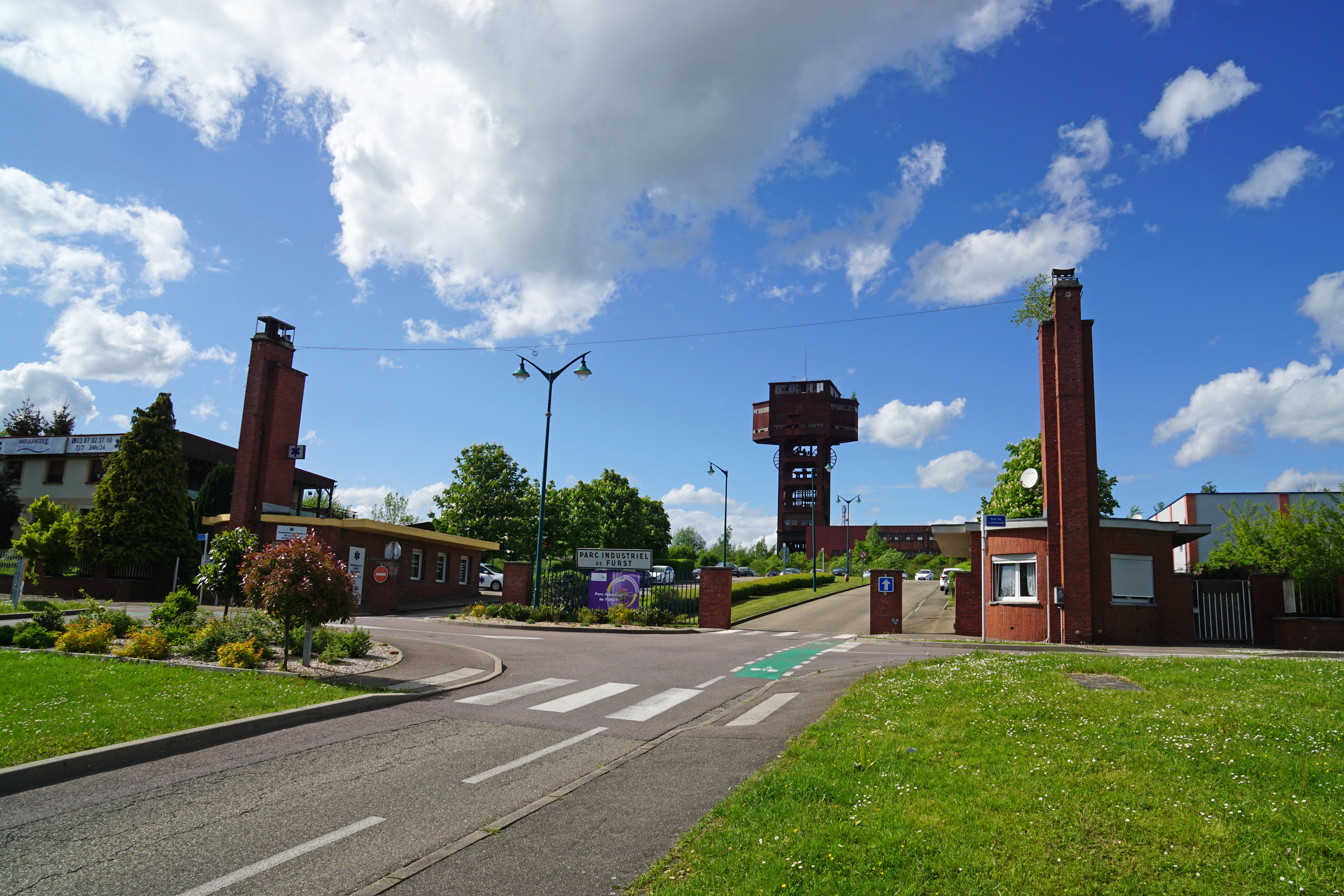
Entrée du parc industriel du Fürst.
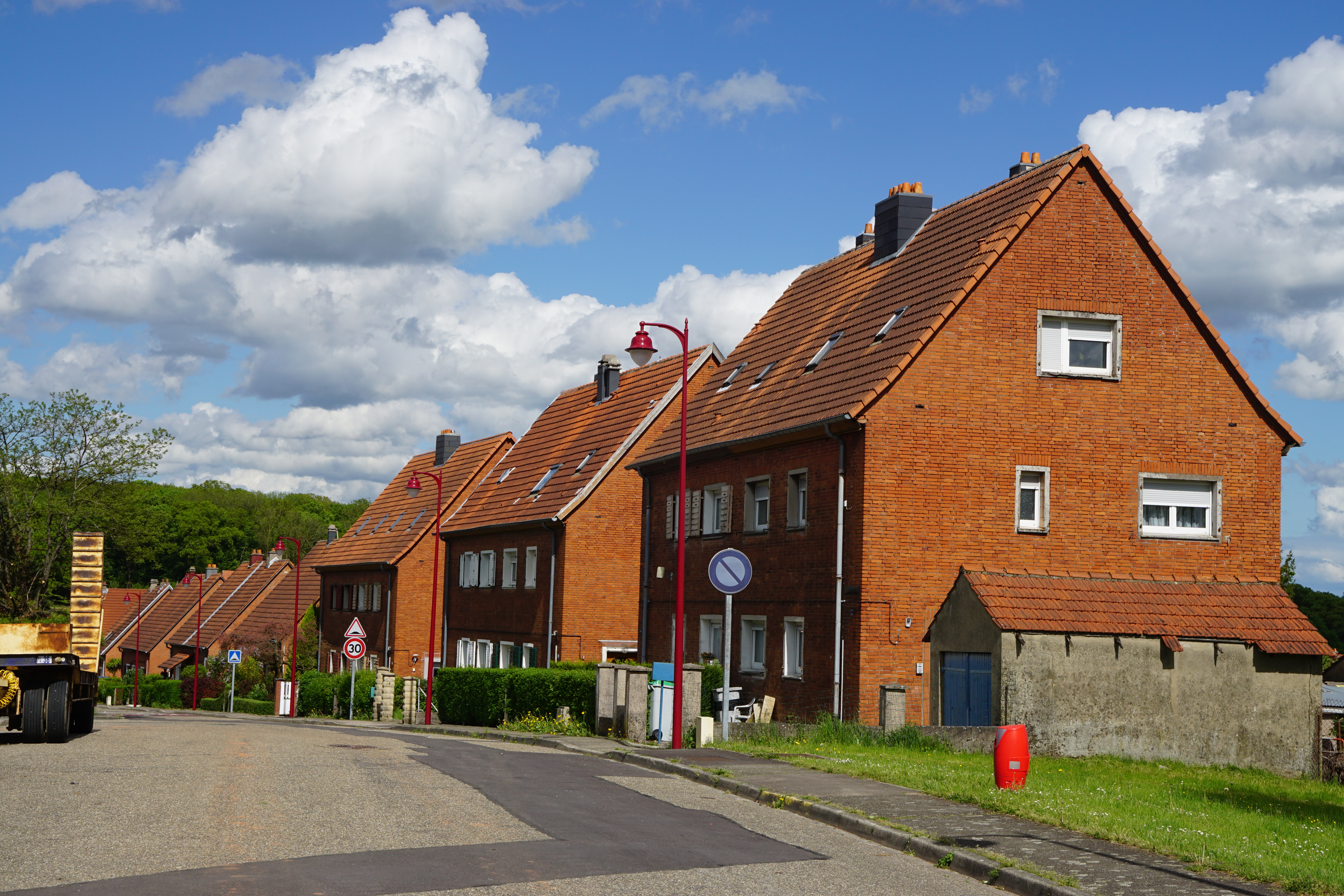
Le coron du puits Folschviller.
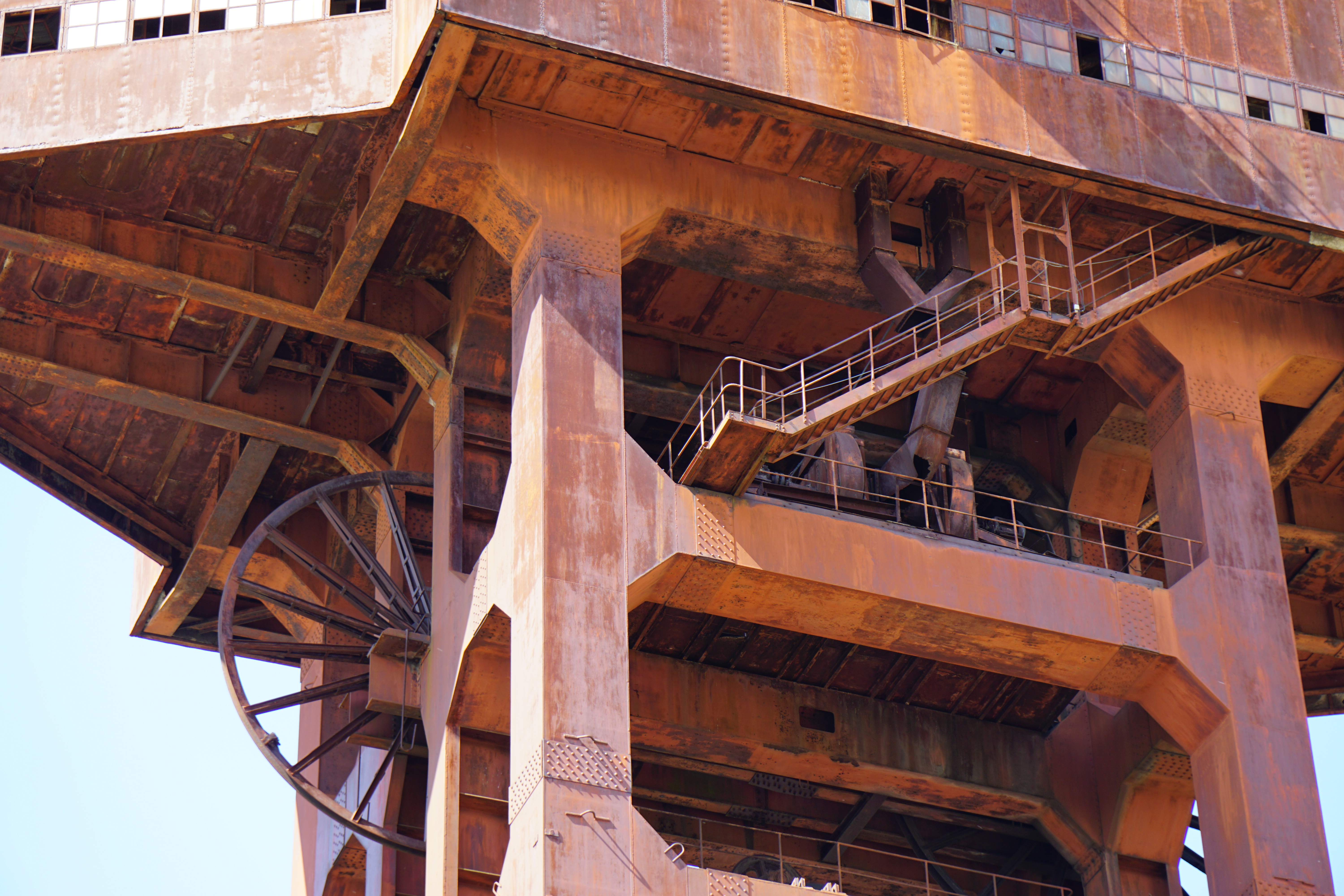
Vue sur le puits.
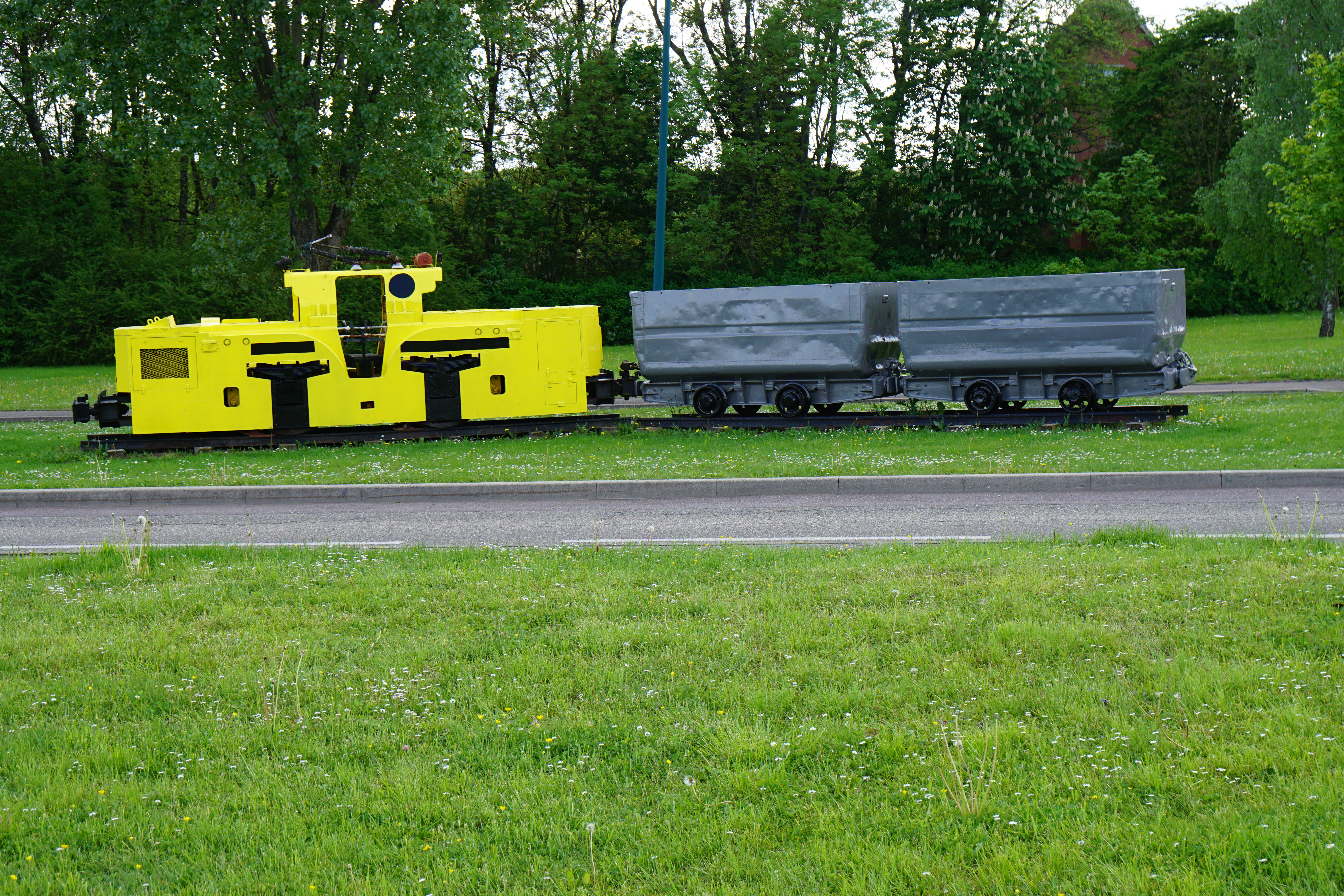
Train acheminant au site.

## Description
Le puits a une hauteur de 58 m et a la forme caractéristique du marteau.